# Наукова (станція метро)
«Науко́ва» — 26-та станція Харківського метрополітену. Розташована на Олексіївській лінії між станціями «Держпром» і «Ботанічний сад». Дата відкриття — 6 травня 1995 року.
«Наукова» — одна з двох двоповерхових станцій Харківського метрополітену, інша така ж станція — «Університет». Доступ на другий поверх закритий, на ньому розташовуються службові офіси метрополітену.

## Історія
До пуску другої черги Олексіївської лінії 21 серпня 2004 року була тупиковою станцією, біля входу в метро розташовувалася кінцева зупинка тролейбусних маршрутів № 8, № 38, (маршрут № 2 — розвертався на вулиці Данилевського). У зв'язку з відкриттям станцій метро «Ботанічний сад», «23 серпня», «Олексіївська», «Перемога» маршрут № 2 продовжений на Олексіївку, а маршрути № 8 і 38 скасовані.
8 листопада 2024 року, о 03:35, російські окупанти завдали три авіаудари по Харкову. У Шевченківському районі ворожий снаряд влучив у сквер на майдані Свободи, а ще одна фугасна бомба впала неподалік станції метро «Наукова». Внаслідок авіаудару були пошкоджені павільйони на виходах з підвуличного пішохідного переходу до станції метрополітену.
Станом на 21 січня 2024 року було відремонтовано після обстрілу три павільйони-входи уздовж проспекту Науки. Двом з них, які постраждали найбільше було повністю замінено скляні панелі вікон, металеві панелі, що кріпляться на дах павільйону. Замінені ручки обертових дверей, в одному з переходів замінили поручні та покриття стін. Замінений і трафарет назви станції, на цей раз з відповідним дизайном шрифта, що використовувався під час оновлень станцій до Євро-2012. Біля вестибюлю станції встановлено нове інформтабло з графіком роботи станції метрополітену, яке також було раніше встановлено на станції «Історичний музей» Салтівської лінії.

## Технічна характеристика
Колонна трипрогінна двоярусна станція мілкого закладення з острівною прямою платформою.
Має два вестибюля. Обидва балкони, розташовані над колійними тунелями, є службовими. Касові зали з'єднані з платформою сходовими маршами завширшки 6 метрів.

## Оздоблення
Колони і балкони оздоблені білим мармуром, колійні стіни — коричневим мармуром. Два ряди біломармурових колон, що підтримують балкони, ребриста поверхня стелі формують перспективу центрального залу станції.

## Вихід у місто
Вихід зі станції розташований на розі проспекту Науки та вулиць Культури і Шатилової Дачі і ведуть до університетів економічного та радіоелектроніки, науково-дослідним інститутам, торговим установам.

## Галерея

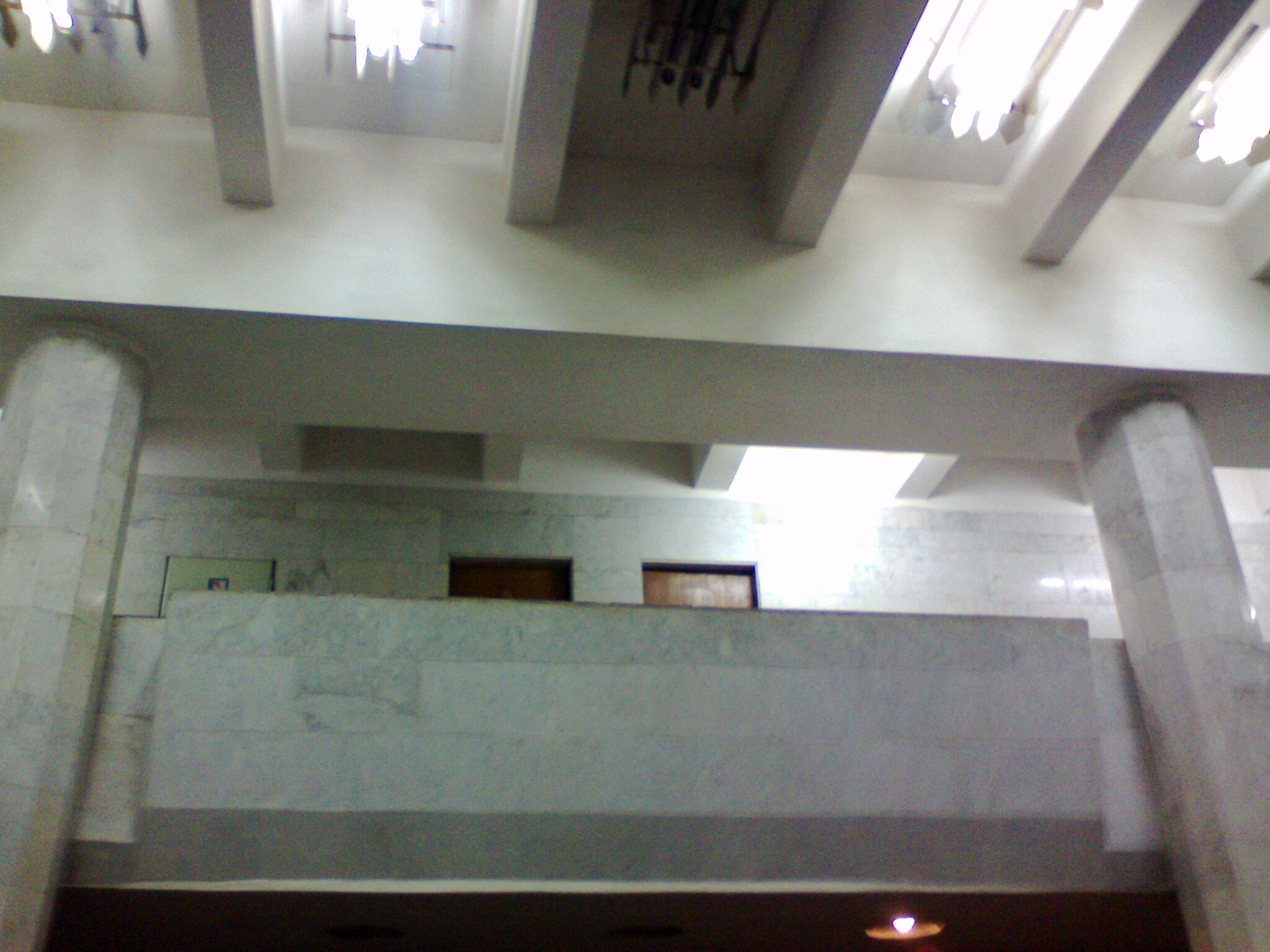
Другий поверх станції «Наукова». Вхід закритий для пасажирів — на ньому розташовуються службові приміщення метрополітену